# Hueyotlipan, Tlaxcala
Hueyotlipan är en kommunhuvudort i Mexiko.   Den ligger i kommunen Hueyotlipan och delstaten Tlaxcala, i den sydöstra delen av landet, 80 km öster om huvudstaden Mexico City. Hueyotlipan ligger 2 580 meter över havet och antalet invånare är 4 798.
Terrängen runt Hueyotlipan är huvudsakligen platt, men åt nordväst är den kuperad. Runt Hueyotlipan är det ganska tätbefolkat, med 192 invånare per kvadratkilometer. Närmaste större samhälle är Ciudad de Nanacamilpa, 19,8 km väster om Hueyotlipan. Omgivningarna runt Hueyotlipan är en mosaik av jordbruksmark och naturlig växtlighet.